# آموزش زیست‌محیطی

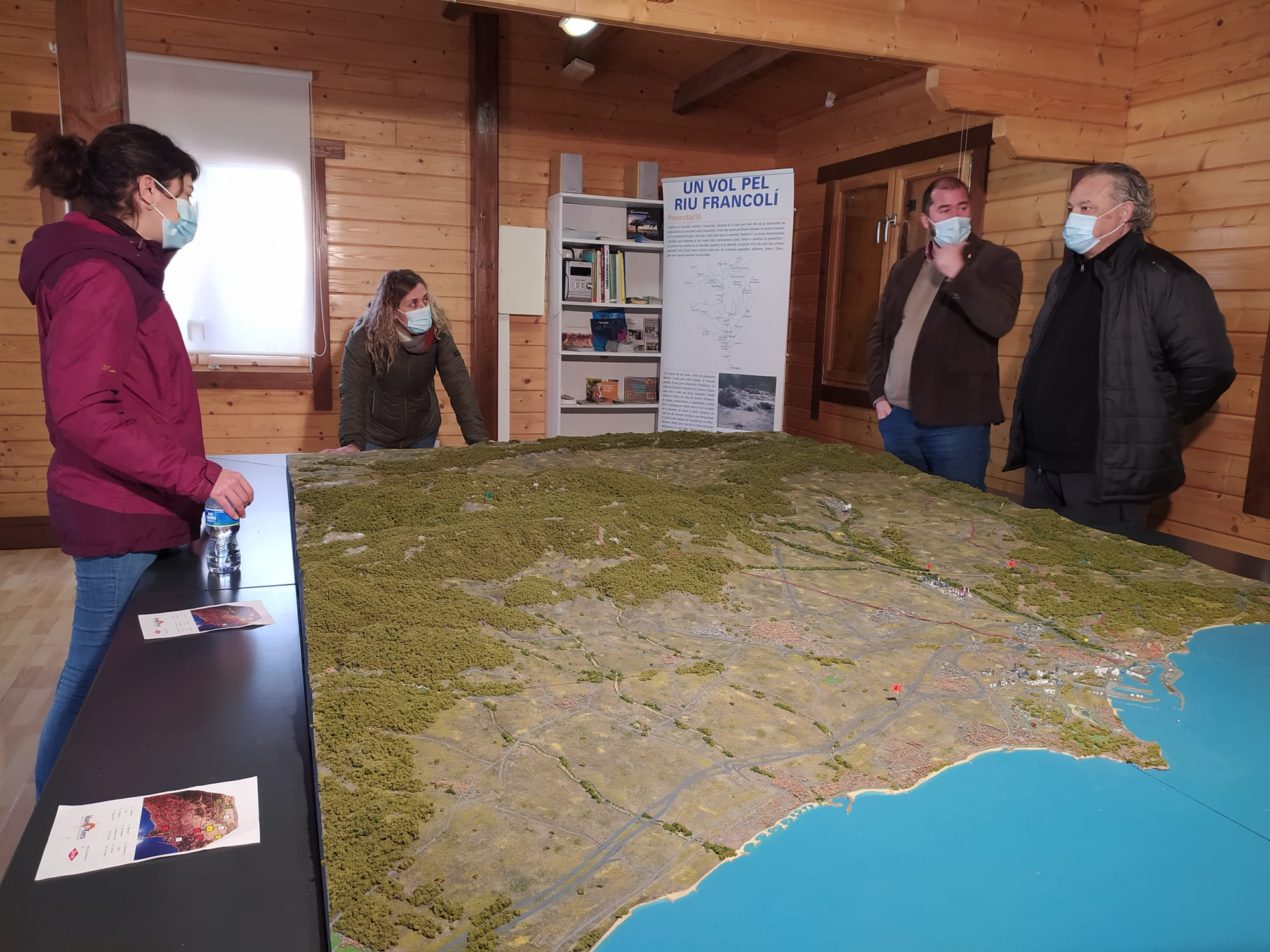
آموزش زیست‌محیطی

آموزش زیست‌محیطی (به انگلیسی: Environmental education) به تلاش‌های سازمان‌یافته برای آموزش نحوه عملکرد محیط‌های طبیعی و به‌ویژه شیوهٔ مدیریت رفتار و اکوسیستم‌ها برای زندگی پایدار اشاره دارد. این یک رشته میان‌رشته‌ای است که رشته‌هایی مانند زیست‌شناسی، شیمی، فیزیک، بوم‌شناسی، علوم زمین، علوم جوی، ریاضیات و جغرافیا را ادغام می‌کند.

## یونسکو و آگاهی و آموزش محیط زیست
مشارکت یونسکو در امر آگاهی و آموزش زیست‌محیطی به ابتدای تأسیس این سازمان در سال ۱۹۸۴ باز می‌گردد. یونسکو اولین سازمان مردم نهادبین‌المللی است که خود را موظف به کمک به حفظ محیط زیست طبیعی میداند. یونسکو همچنین در گردهمایی محیط زیست انسانی سازمان ملل در استکهلم سوئد در سال ۱۹۷۲، که منجر به راه اندازی برنامه محیط زیست سازمان ملل متحد (UNEP) شد، مشارکت فعال داشت. متعاقباً، برای دو دهه، یونسکو و UNEP برنامه بین‌المللی آموزش محیط‌زیست (۱۹۷۵-۱۹۹۵) را رهبری کردند.
در سال ۱۹۷۶، یونسکو یک خبرنامه آموزش محیط زیست به نام «کانکت» را به عنوان ارگان رسمی آموزش بین المللی برنامه محیط زیست سازمان ملل متحد-یونسکو (IEEP) راه اندازی کرد. این موسسه به عنوان پایگاهی برای تبادل اطلاعات در مورد آموزش محیط زیست به طور عام و ترویج اهداف و فعالیت‌های IEEP به طور خاص، و همچنین شبکه‌ای برای مؤسسات و افراد علاقه‌مند و فعال در آموزش محیط زیست تا سال ۲۰۰۷ عمل کرد.

## تمرکز آموزش
آموزش محیط زیست بر موارد زیر تمرکز دارد:
1. داشتن کنش و واکنش با شهروندان از همه گروه‌های جمعیتی
2. هنگام ارزیابی مسائل زیست‌محیطی، انتقادی، اخلاقی و خلاقانه فکر کنید.
3. در مورد مسائل زیست‌محیطی قضاوت آگاهانه داشته باشید.
4. توسعه مهارت‌ها و تعهد به اقدام مستقل و جمعی برای حفاظت و پیشرفت محیط زیست.
5. افزایش آگاهی نسبت به محیط زیست، منجر به تغییر رفتار مثبت در محیط زیست می‌شود.[۴][۵]

## ویژگی‌ها
چند ویژگی اصلی در آموزش محیط زیست وجود دارد که کمک‌های مفیدی به افراد می‌کند.

### آموزش محیط زیست:
حل مسئله در دنیای واقعی را تقویت می‌کند.
- حل مسئله در دنیای واقعی را تقویت می‌کند.[۶]
- فعالیت بدنی و کیفیت رژیم غذایی را تقویت می‌کند.[۷]
- رابطه‌های مربوط به رهبری کردن در کار گروهی را بهبود می‌بخشد.[۸][۹]